# سیارک ۴۱۲۸
سیارک ۴۱۲۸ (به انگلیسی: 4128 UKSTU، نامگذاری:1988BM5) چهار هزار و صد و بیست و هشتمین سیارک کشف شده‌است که در ۲۸ ژانویه ۱۹۸۸ کشف شد.
قدر مطلق سیارک برابر ۱۳٫۹۰ است.